# Santiago del Tormes
Santiago del Tormes község Spanyolországban, Ávila tartományban. Santiago del Tormes Los Llanos de Tormes, Santa María de los Caballeros, Aldeanueva de Santa Cruz, Avellaneda, Santiago del Collado, Navalperal de Tormes, Zapardiel de la Ribera és Bohoyo községekkel határos. Lakosainak száma 107 fő (2024).

## Népesség
A település népessége az utóbbi években az alábbiak szerint változott:
| Lakosok száma | 248  | 202  | 178  | 153  | 161  | 151  | 136  | 118  | 110  | 107  |
|               | 2001 | 2004 | 2006 | 2009 | 2011 | 2014 | 2016 | 2019 | 2021 | 2024 |